# Neante
Neante (in greco antico: Νεάνθης?, Neánthēs; Cizico, prima del 330 a.C. – dopo il 287 a.C.) è stato uno storico greco antico.

## Biografia
Ci sono state tramandate poche notizie sulla sua vita. Nativo di Cizico, fu un retore, allievo di Filisco di Mileto, a sua volta allievo di Isocrate, autore di una biografia di Licurgo e morto quasi sicuramente prima del 300 a.C.. 
Della sua attività politica o retorica non abbiamo notizie, se non un decreto onorifico del 287 a.C. in cui il popolo di Delfi gli conferiva la prossenia .

## Opere
Della sua opera di natura prevalentemente biografica e mitologica ci sono pervenuti solo 40 frammentiː abbiamo notizia delle Elleniche, in almeno 6 libri; di Storie su Attalo; di Annali di Cizico, come desumibile da una citazione di Strabone. Al genere delle "fondazioni di città" risalivano i Miti sulla città (Τὰ κατὰ πόλιν μυθικά), in almeno 5 libri .
Neante si occupò anche di biografie, con Vite di uomini illustri e Vite di Pitagorici e di riti, con un Sulle purificazioni.